# 長十二釐米自走砲
海軍十二釐米自走砲，又稱「長十二釐米自走砲」，是日本陸軍於二戰期間開發的自走炮，由艦政本部第一部開發。

## 簡介
長十二釐米自走砲由九七式中戰車改造而成，將砲塔和上半身拆掉，裝上十年式12公分高射砲。最高時速為20公里/小時。
由於車內沒有多餘的空間，因此準備了一輛拖車，以裝載彈藥。在日本投降前，成功生產1輛原型車。部署在橫濱市以作為本土決戰的防禦。